# Jean de Goujon de Thuisy
Jean de Goujon de Thuisy est un Compagnon de la Libération né le 29 juin 1915 à Genève et mort le 1er novembre 1944 à Craig-Crom Bycham.
Suivant des études en droit et en sciences politiques, il est mobilisé en octobre 1937, obtient son brevet d'observateur l'année suivante et rejoint le GAO 1/589. Promu sous-lieutenant de réserve en octobre 1938, il sert durant la campagne de France et rejoint l'Angleterre après l'appel du 18 juin 1940, ou il s'engage dans les Forces aériennes françaises libres. Il prend part à la prise du Gabon en octobre et novembre et se distingue particulièrement lors des opérations sur Koufra en appui de la Colonne Leclerc. En septembre 1941, affecté au Groupe de bombardement Lorraine au moment de sa création, il prend part aux opérations de soutien de l'armée britannique en Libye et est nommé commandant en second de l'escadrille "Nancy". Promu capitaine en 1942, il sert pendant cinq mois au "Lorraine" comme commandant en second d'une escadrille, effectuant dix missions de guerre.
En 1943, Goujon de Thuisy est affecté à la 5 Advanced Flying Unit et lui est accordé sa demande de devenir pilote de chasse. 
Aux commandes d'un de Havilland DH.98 Mosquito lors d'une mission de nuit, il perd la vie en percutant une colline près de Llanbedr (Pays de Galles).
Il est Chevalier de la Légion d'honneur, Compagnon de la Libération à titre posthume par décret du 16 octobre 1945, Croix de guerre 1939-1945 (5 citations), Médaille de la Résistance, avec rosette et Médaille coloniale (avec agrafes "Koufra" et "Libye").

## Décorations
- Chevalier de la Légion d'honneur
- Compagnon de la Libération à titre posthume par décret du 16 octobre 1945[1]
- Croix de guerre 1939–1945 (5 citations)
- Médaille de la Résistance française avec rosette par décret du mars 1947[2]
- Médaille coloniale avec agrafes "Koufra", "Libye"

## Sources
1. ↑  « Jean GOUJON de THUISY (de) », sur Musée de l'Ordre de la Libération (consulté le 4 juin 2022)
2. ↑  « - Mémoire des hommes », sur www.memoiredeshommes.sga.defense.gouv.fr (consulté le 4 juin 2022)